# 200 По Встречной
„200 по встречной“ („200 срещу движението“) е дебютният студиен албум на руския поп дует Тату, издаден през май 2001 г. През февруари 2002 г. албумът е преиздаден.

## Списък с песните

### Оригинален траклист
1. „Зачем я“ – 4:08
2. „Я сошла с ума“ – 3:31
3. „Нас не догонят“ – 4:37
4. „Досчитай до ста“ – 4:38
5. „30 минут“ – 3:19
6. „Я твой враг“ – 4:17
7. „Я твоя не первая“ – 4:18
8. „Робот“ – 3:53
9. „Мальчик-гей“ – 3:19
10. „Нас не догонят“ (HarDrum Remix) – 3:51
11. „30 минут“ (HarDrum Remix) – 5:04
12. „Я сошла с ума“ (HarDrum Remix) – 4:09

### Скрит трак
1. „Я сошла с ума“ (HarDrum Remix) – 4:13

### Преиздание
1. „Клоуны“ – 3:32
2. „30 минут“ – 3:19
3. „Досчитай до ста“ – 4:38
4. „Зачем я“ – 4:08
5. „Нас не догонят“ – 4:37
6. „Я твоя не первая“ – 4:18
7. „Робот“ – 3:53
8. „Мальчик-гей“ – 3:19
9. „Я твой враг“ – 4:17
10. „Я сошла с ума“ – 3:31
11. „30 минут“ (Moscow Grooves Institute Remix) – 5:58
12. „Мальчик-гей“ (That Black Remix) – 5:05